# Pit
Un pit es cada uno de los pequeños agujeros o depresiones que el láser, sobre la superficie de un CD, DVD o cualquier otro soporte digital óptico como blu-ray disc o HD DVD, quema para escribir un valor binario.
El láser manda un rayo que, si impacta en un pit, no es reflejado, y es interpretado como un 0; si por el contrario impacta contra la superficie o land, es reflejado e interpretado como un 1. Estos pits tienen un ancho de 0,5 micras (0,0005 milímetros), en el caso de los CD-ROM.
- Datos: Q937848